# 프로이센의 군주 목록
프로이센의 군주는 1701년 1월 18일 프리드리히 1세가 브란덴부르크 선제후령과 프로이센 공국을 합쳐 프로이센 왕국의 국왕으로 즉위하면서부터, 1918년 11월 9일 네덜란드로 망명할 때까지의 군주들이다. 1871년부터는 프로이센의 국왕이 독일 제국의 황제를 겸했다.

## 역대 군주
- 1701년 - 1713년: 프리드리히 1세 (1657-1713)
- 1713년 - 1740년: 프리드리히 빌헬름 1세(1688-1740)
- 1740년 - 1786년: 프리드리히 2세(대왕)(1712-1786)
- 1786년 - 1797년: 프리드리히 빌헬름 2세 (1744-1797)
- 1797년 - 1840년: 프리드리히 빌헬름 3세 (1770-1840)
- 1840년 - 1861년: 프리드리히 빌헬름 4세 (1795-1861)
- 1861년 - 1888년: 빌헬름 1세 (1797-1888)
  - 1871년부터는 프로이센의 국왕이 독일 황제를 겸했음.
- 1888년: 프리드리히 3세 (1831-1888)
- 1888년 - 1918년: 빌헬름 2세 (1859-1941)

## 같이 보기
- 독일의 군주 목록
- 독일 제국